# Manggabora wapitja
Manggabora wapitja is een haft uit de familie Leptophlebiidae. De wetenschappelijke naam van de soort is voor het eerst geldig gepubliceerd in 2004 door Dean & Suter.
De soort komt voor in het Australaziatisch gebied.